# Вилим Гаљер
Вилим Гаљер — Шишо (Пруговац, код Бјеловара, 11. јануар 1911 — Штурлић, код Слуња, 4. март 1942) био је учесник Народноослободилачке борбе и народни херој Југославије.

## Биографија
Рођен је 11. јануара 1911. године у Пруговцу код Бјеловара. По занимању је био поштански чиновник.
Определио се за револуционарни раднички покрет још за време похађања гимназије у Бјеловару када је постао члан Савеза комунистичке омладине Југославије. После завршеног школовања, радио је у ПТТ струци у Славонском Броду, Осијеку и Загребу. Његов револуционарни рад запажен је у круговима поштанских радника у Загребу и у Удружењу ПТТ радника Хрватске. Комунистичке партије Југославије је преко Гаљера организовала илегалне групе у свим важнијим ПТТ јединицама у Загребу.
Године 1940. Вилим Гаљер је постао члан Комунистичке партије Југославије, те је уз учествовање Воје Ковачевића, члана Месног комитета Комунистичке партије Хрватске за Загреб, формирао у Пошти Загреб партијску организацију и постао њен секретар. Под његовим руководством, ова партијска организација извршавала је задатке попут распачавања партијске штампе и материјала, скривања повратника из Шпанског грађанског рата, пребацивања многих другова по задатку Партије из Загреба у разна места на прузи Загреб-Београд, Загреб-Сплит, Загреб-Ријека и остало. Посебно важан задатак Вилим Гаљер је вршио у лето 1941. године, када је био посредник у одржавању везе између Централног комитета Комунистичке партије Хрватске и Централног комитета Комунистичке партије Југославије у Београду.

### Диверзија на Главној пошти
Када је, у августу 1941. године, партијска организација добила задатак од секретара Централног комитета КПХ Рада Кончара да изведу диверзију на телефонске уређаје у Главној пошти у Загребу, Вилим Гаљер и Војо Ковачевић организовали су ту велику диверзију. Гаљер је изабрао три особе које ће непосредно извршити постављени задатак, а и сам је учествовао у организовању пребацивања експлозива у зграду Главне поште у Јуришићевој улици. После једномесечног рада, 14. септембра 1941. године, изазвана је серија експлозија од пет паклених машина које су биле уграђене у телефонске уређаје у три одвојене сале. То су биле војне и ПТТ међуградске телефонске везе и аутоматска телефонска централа за град Загреб, изузетно чуване од немачких и усташких власти. Овом диверзијом прекинуте су, жичаним путем организоване, телефонске везе немачке Врховне команде са сопственим војним штабовима у СССР-у, Румунији, Бугарској, Грчкој и у Београду. Комплетно је уништен систем међуградских телефонских веза и озбиљно оштећена градска аутоматска централа. Немачке власти и ПТТ управа морали су да уграђују нове уређаје за међуградске везе, а градска телефонска централа поправљана је седам месеци.
Посебно је био значајан морално-политички ефекат ове диверзије, зато што је она извршена у Загребу, центру Павелићеве Независне Државе Хрватске и што су је извели комунисти Хрвати, а устаницима у започетом устанку на Кордуну, Банији, Лици и у другим регионима Хрватске та је акција дала још снажнији подстрек и показала пример солидаризовања у заједничкој борби Срба и Хрвата.

### Одлазак у партизане
Непосредно после диверзије, Вилим Гаљер је с осталим учесницима, Јосипом Ћуљатом, Славком Марконом и Надом Гаљер, отишао у партизане на Кордун, где је одмах постављен за командира Друге чете Трећег батаљона Другог кордунашког партизанског одреда, који је дејствовао на сектору Слуња. На челу своје чете у борби с усташама, у Штурлићу код Слуња, Вилим Гаљер је погинуо 4. марта 1942. године.
Указом председника Федеративне Народне Републике Југославије Јосипа Броза Тита, 27. новембра 1953. године, проглашен је за народног хероја.